# Karl Johansmedaljen
Karl Johansmedaljen är en svensk medalj som instiftades 1854 av Oscar I till minne av hans far Karl XIV Johan. 
På åtsidan bar medaljen Karl Johans porträtt, och på frånsidan en bild på statyn av Bengt Erland Fogelberg. Medaljen var slagen i silver och fanns i två  storlekar: 7½ storleken och 3:e storleken. Den bars på bröstet i gult band med två blå streck. Vissa av medaljörerna lät förse medaljen med en kunglig krona.
Medaljen delades först ut till de deputerade ur de svenska och norska arméerna som närvarade vid den högtidliga avtäckningen av Karl XIV Johans staty på 40-årsdagen av den svensk-norska unionen den 4 november 1854. Sedermera kom den att delas ut till samtliga officerare och vederlikar som deltagit i fälttågen i Tyskland och Norge 1812–1813 under Karl Johans befäl.

## Mottagare i urval
- Carl Johan Ekströmer (1855), läkare och politiker.
- Johan Lefrén, general av infanteriet[1]
- Gustaf Jacob af Dalström
- Otto August Malmborg - Generalmajor i armén[2]
- Claes August Cronstedt - amiral i flottan
- Lars Adolf Prytz - överste och landshövding
- Casimir Sparre - kammarherre och ryttmästare
- Johan Anders Kuylenstierna - major och riddare i kongl. Svärdsorden

## Bilder

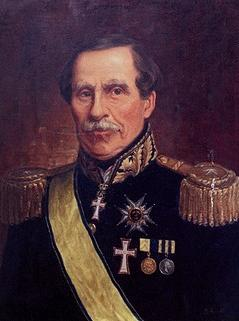
Gustaf Jacob af Dalström med medaljen på bröstet.
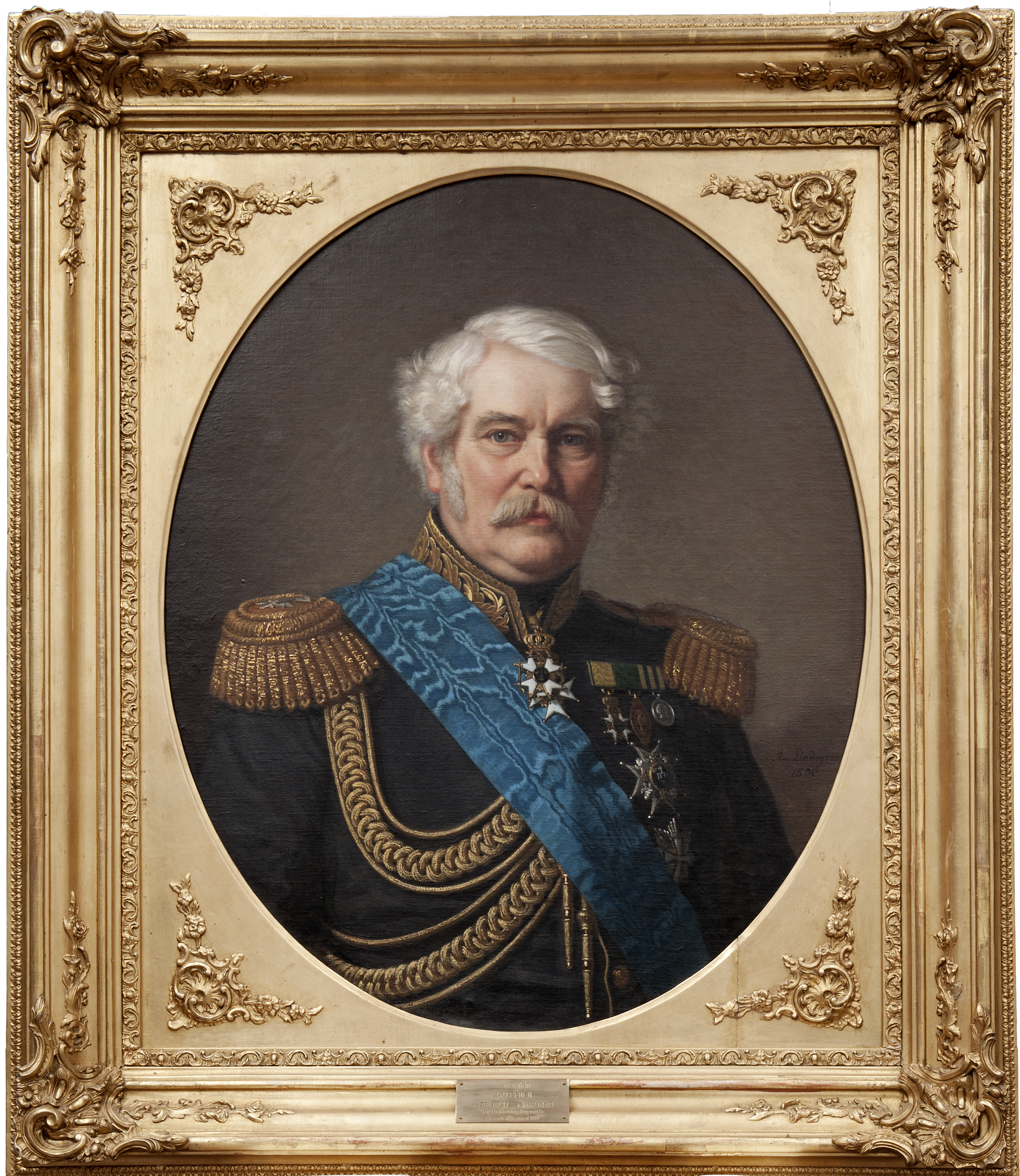
Johan Lefrén med medaljen på bröstet.
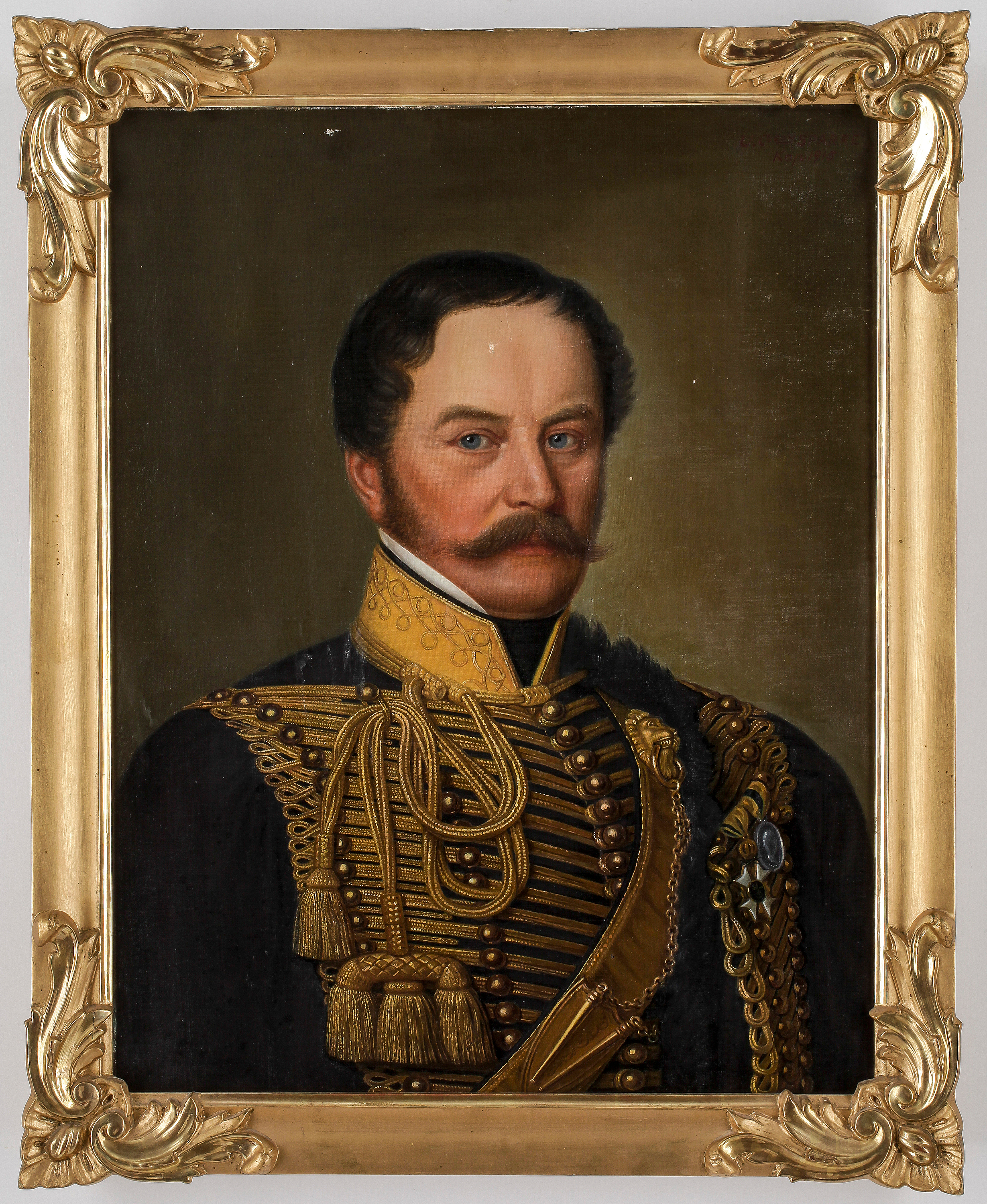
Ryttmästare Casimir Sparre med medaljen på bröstet.